# Kennedy Bryan
Kennedy Lynne Bryan (Atlanta, 29 maggio 1994) è una pallavolista statunitense, nel ruolo di opposto.

## Carriera

### Club
La carriera di Kennedy Bryan inizia nei tornei scolastici statunitensi, giocando per tre annate con la Chattahoochee HS; concluse le scuole superiori, entra a far parte della Virginia Tech, partecipando alla NCAA Division I dal 2012 al 2015.
Nella stagione 2016-17 firma il suo primo contratto professionistico in Corea del Sud, partecipando alla V-League col Gyeongbuk Hi-Pass, club che tuttavia la svincola nel dicembre 2016; nel gennaio 2017 firma per l'Évreux, concludendo l'annata nella Ligue A francese. In seguito gioca nelle Filippine, vincendo la PSL Grand Prix Conference 2017 col F2 Logistics.
Approda in Indonesia per la Proliga 2019, iniziata nei mesi finali del 2018, e che disputa col Bandung Bank BJB, tuttavia solo per qualche settimana, perché nel gennaio 2019 si trasferisce in Grecia, dove nella seconda metà del campionato 2019-20 difende i colori del Pannaxiakos; dopo un'annata di inattività, torna in campo nel campionato 2020-21 sempre nella massima divisione ellenica, ma con il Markopoulo, nel campionato seguente approda a Israele, disimpegnandosi nella Premier League con l'Hapoël Kiryat Ata.

## Palmarès

### Club
- PSL Grand Prix Conference: 1

2017